# ديواين بلاكويل
ديواين بلاكويل (بالإنجليزية: Dewayne Blackwell)‏ هو كاتب أغاني أمريكي، ولد في 17 سبتمبر 1936.